# Бред Вітфорд
Бредлі Ернест Вітфорд (англ. Bradley Ernest Whitford; 23 лютого 1952, Вінчестер, Массачусетс, США) — американський музикант, гітарист рок-гурту «Aerosmith».

## Життєпис
Вітфорд закінчив старшу школу Редінга (Массачусетс) у 1970 році. Деякий час відвідував музичний коледж Берклі, потім грав у місцевих рок-гуртах «Cymbals of Resistance», «Teapot Dome», «Earth, Inc.», «Justin Thyme», після чого приєднався в 1971 до Aerosmith, гітариста Рея Табано. Гурт став одним з найуспішніших у 1970-ті роки. Однак після низки не найвдаліших альбомів наприкінці 1970-х років, Вітфорд у 1981 році залишив гурт, щоб розпочати власний проект Whitford/St. Holmes із вокалістом Дереком Сент-Голмсом. Співпраця музикантів закінчилася після випуску єдиного альбому Whitford/St. Holmes (1981).

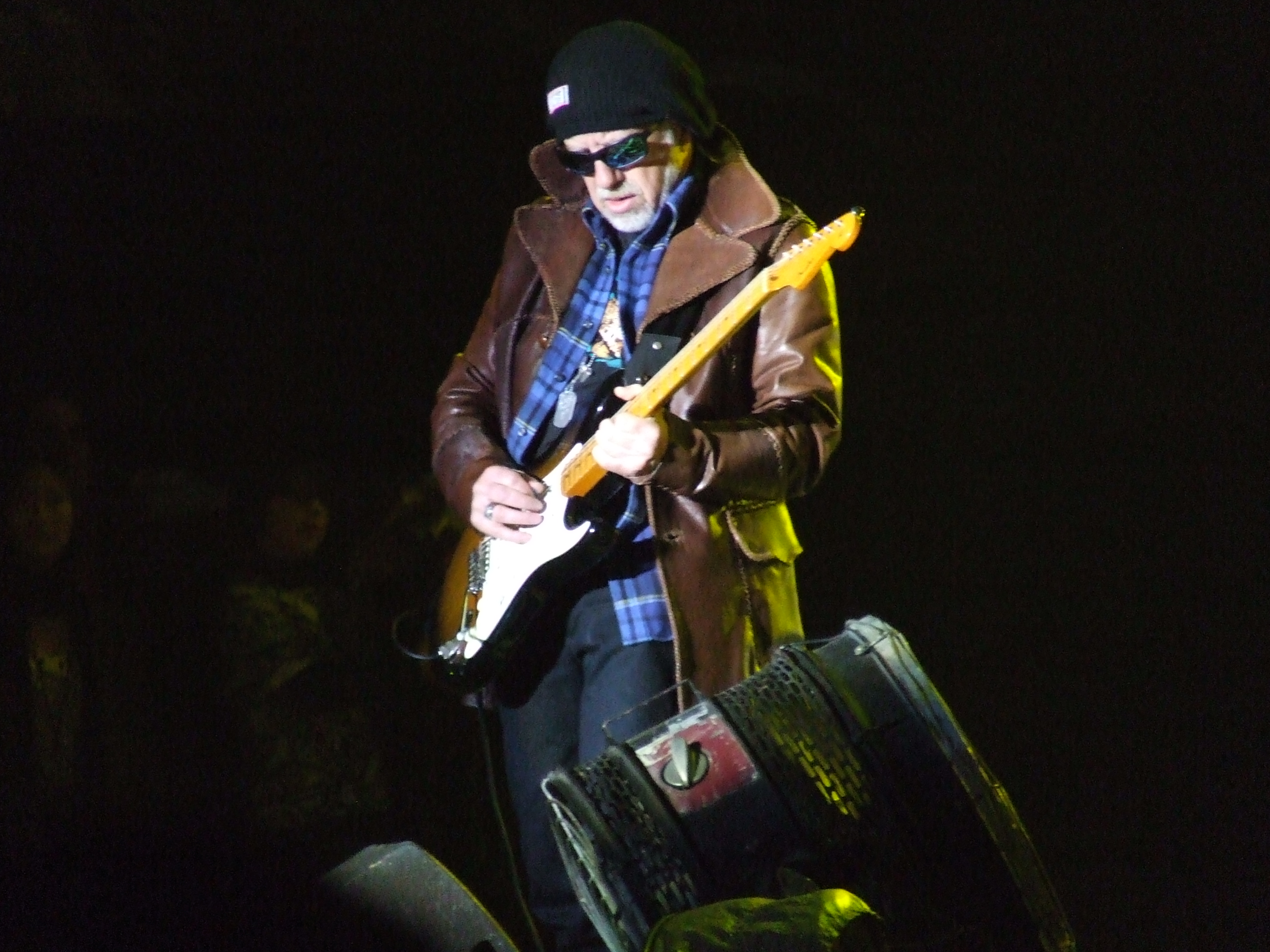

Вітфорд недовго гастролював у складі The Joe Perry Project, де грав разом із іншим колишнім учасником Aerosmith, Джо Перрі. У 1984 році вони обидва повернулися до Aerosmith. У другій половині 1980-х усі учасники гурту пройшли курс реабілітації від наркотичної залежності, у тому числі Вітфорд лікувався від алкоголізму. До цього часу він залишається непитущим та активним учасником гурту.
Вітфорд також продюсував бостонський гурт «The Neighborhoods», яку очолював затятий шанувальник Aerosmith, Девід Мінеан. У 1994 році, коли Вітфорд був змушений повернутися додому під час азіатського турне, Мінеан підміняв його у складі Aerosmith на концертах у Японії.
Влітку 2009 року Вітфорд на місяць пропустив початок літнього турне Aerosmith через операцію, проведену з приводу травми голови. Голову він пошкодив, вибираючись зі свого Ferrari.
У 2010 році Вітфорда назвали серед гітаристів, які беруть участь у турне Experience Hendrix. Музикант зіграв кілька пісень із репертуару Джімі Гендрікса разом із Джо Сатріані, Sacred Steel, Джонні Ленґом, Еріком Джонсоном, Кенні Шеппардом, Ерні Айлі, Living Colour, Г'юбертом Самліном, Крісом Лейтоном та бас-гітаристом Біллі Коксом.
Разом з Джо Перрі Вітфорд був включений до книги «100 найбільших гітаристів усіх часів», випущеної в 2007 році журналом Guitar World.
У листопаді 2015 року на 10 концертів було відновлено дует Whitford/St. Holmes, у результаті було випущено концертний альбом Reunion (2015).

## Музичний стиль
Як гітарист Aerosmith більш відомий Джо Перрі, а як композитор — Стівен Тайлер. Тим не менш, Вітфорд також зробив значний внесок у репертуар гурту. Він був співавтором таких пісень як "Last Child", "Nobody's Fault" та "Round and Round". Його гітара веде в композиціях "Sick as a Dog" та "Back In the Saddle" (у ній Перрі грає на шестиструнній бас-гітарі), "Last Child", "You See Me Crying" та "Home Tonight". Разом з Джо Перрі йому належать основна партія в "Train Kept A-Rollin" і "Love in an Elevator". Під час повернення гурту наприкінці 1980-х Вітфорд був співавтором пісень "Permanent Vacation" і "Hoodoo/Voodoo Medicine Man" і іноді виконував провідну партію в нових композиціях і під час концертів.

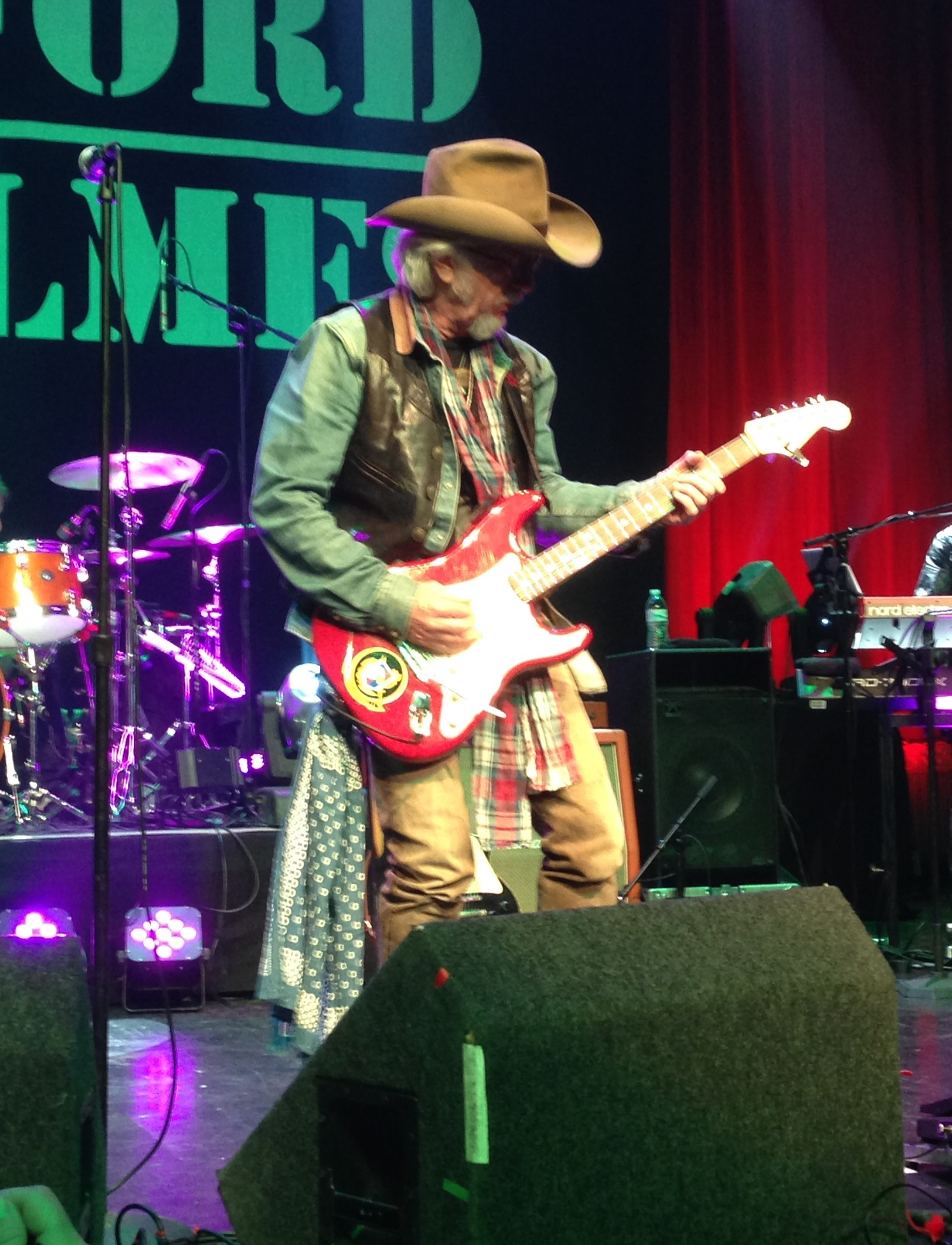

Про свою менш значущу роль у створенні пісень Вітфорд сказав: «Я не вважаю себе дуже плідним автором. Я можу писати музику з іншими людьми, якщо в цьому вони кращі за мене. Я не можу створити пісню. Це дуже важко. Чому тих, хто може писати, так мало і їх так важко знайти. Я, звичайно, не з-поміж них. Більше гітарист, більше той, хто вигадує багато рифів та ходів для нової пісні. Але написати текст і вигадати мелодію — цього не будет».
Стівен Тайлер, вокаліст Aerosmith, оцінював двох гітаристів гурту так: «Джо [Перрі] – самоучка, і його гра йде від чистої емоції. Не можна сказати, що Бред [Вітфорд] цим обділений, але його стиль більш академічний».
Слеш, провідний гітарист Guns N' Roses, назвав Вітфорда джерелом свого натхнення: «Я ототожнював себе з Джо Перрі за образом і звуком, але гітарні соло — це повністю Бред Вітфорд, і його вплив на мій стиль набагато сильніший, ніж можна уявити».

## Інструменти
Нині Вітфорд використовує велику різноманітність цільнокорпусних гітар, у тому числі ті, що використовують систему тремолу Флойда Роуза: Gretsch, серію Floyd Rose Discovery, Shoreline Gold, Melancon Pro Artist, Gibson Les Paul Goldtop та різні моделі Stratocaster. На концертах Aerosmith Вітфорд продовжує грати на вінтажних Fender Stratocasters та Gibson Les Paul.
У 1970-ті Вітфорд та Джо Перрі використовували агресивно оформлені B.C. Rich (Вітфорд віддав перевагу незабарвленому BC Rich Eagle, тоді як Перрі часто грав на червоній BC Rich Bich).
Вітфорд створив власну компанію з виробництва гітарних підсилювачів — «3 Monkeys Amplification». На концертах він використовує багато продуктів цієї фірми. Крім того, він також використовує підсилювачі Paul Reed Smith.